# Dominik Reinhardt
Dominik Reinhardt (Leverkusen, 19 dicembre 1984) è un ex calciatore tedesco, difensore. È il figlio di Alois Reinhardt.

## Palmarès

### Club

#### Competizioni nazionali
- Campionato tedesco di seconda divisione: 1

Norimberga: 2003-2004
- Coppa di Germania: 1

Norimberga: 2006-2007